# Dragon (cavalerie)

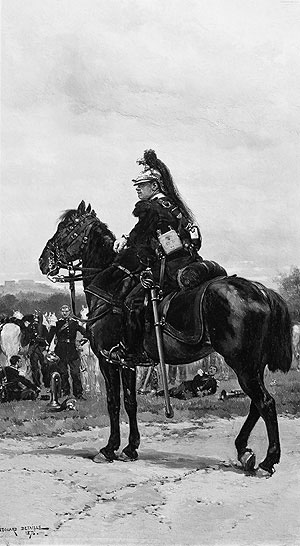
Dragon francez al perioadei napoleoniene, tablou de Édouard Détaille

Termenul Dragon desemnează numeroase tipuri de soldați folosiți la sfârșitul epocii medievale, îndeosebi în epoca modernă și, în mică măsură, în epoca contemporană, de o parte din statele europene, în special de marile puteri europene și de câteva state din afara „Bătrânului Continent”. Originile denumirii sunt încă neclare dar se pare că provin de la un ornament desemnat printr-un termen omonim. 
Dragonii sunt probabil primele unitati de cavalerie care folosesc armele de foc astfel combinand avantajul muschetarilor de atac la distanta cu viteza superioara a cavaleriei .
Desi nu se stie exact unde primele unitati de Dragoni au aparut , Dragoni moderni au aparut cel mai probabil in Franta dar originile Dragonilor sunt necunoscute ei fiind unitati de cavalerie folosite in lupta pentru a proteja flancurile infanteriei si mai tarziu artileria . Ei au fost folositi in Europa probabil de la sfarsitul secolului XIII, fiind in general rezervele in acea perioada de timp cavaleria de soc fiind larg folosita si considerata de neinvins . 
Dragonii au rezistat testului timpuli ei fiind regasiti in lupta pana spre finele secolului XIX , dupa aceasta perioada ei au devenit unitati simbolice desi Marea Britanie i-a folosit in Primul Razboi Mondial insa fara succes , ei fiind depasiti de puterea de foc a trupelor de infanterie si de dezvoltarea armelor cu repetitie si raza mare de actiune, care au dus la disparitia cavaleriei de pe campul de lupta .
Insa in perioada lor de glorie au dictat rezultatele multor batalii in special in secolele XVII-XVIII, cand aceste unitati de cavalerie medie care combina puterea armelor de foc cu clasica sarja a cavaleriei a dictat desfasurarea bataliilor , mai ales cand erau condusi de un general redutabil. 
În general, termenul desemnează un tip de cavalerie medie, dar soldații erau de regulă capabili să lupte și ca infanterie călare, folosind caii doar ca mijloc de transport. Această flexibilitate constituie principala cauză a succesului acestui tip de unități. În anumite țări europene, de pildă în Marea Britanie a secolului al XIX-lea, termenul desemna unități de cavalerie grea iar în armată franceză a aceleiași perioade, acesta desemna unități de cavalerie medie. În secolul al XX-lea, unitățile de dragoni au mai existat doar ca unități de Gardă aproape lipsite de valoare combativă, sau cu scopuri de cercetare a câmpului de bătălie (în Primul Război Mondial). Astăzi, cu excepția anumitor unități de Gardă, păstrate datorită tradiției, acest tip de unități nu mai este folosit.   